# Smart Wings
Pour les articles homonymes, voir Wings.
Smartwings (anciennement Travel Service) est une compagnie aérienne à bas prix tchèque, ayant sa plate-forme de correspondance à l’aéroport de Prague-Václav-Havel.  Elle est la plus grande compagnie de Tchéquie.

## Histoire
En 2004, Smartwings naît lorsque Travel Service lance quotidiennement des vols réguliers à bas prix (low cost) en Europe sous la marque « Smartwings ». 

Sa flotte fait partie intégrante de la flotte de Travel Service. Elle commande ses opérations avec le Boeing 737-500.

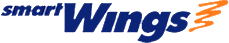
Logo de la filiale à bas coûts de Travel Service "Smart Wings"
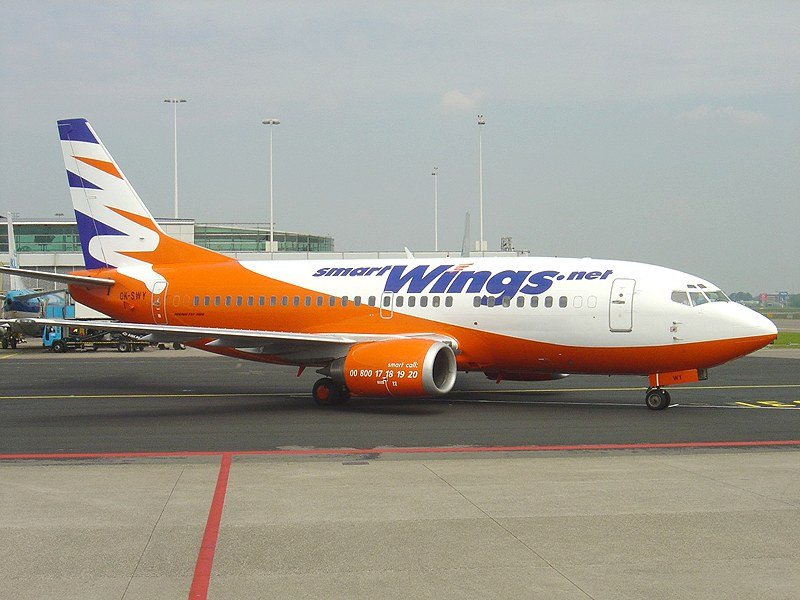
Boeing 737-500 à l’aéroport de Prague-Ruzyně en 2006

En 2012, Smartwings ajoute son premier Boeing 737-800 à sa flotte.
En 2013, Travel Service, la maison mère de Smartwings annule une commande de Boeing 787 Dreamliner et passe une commande de Boeing 737 MAX-8.

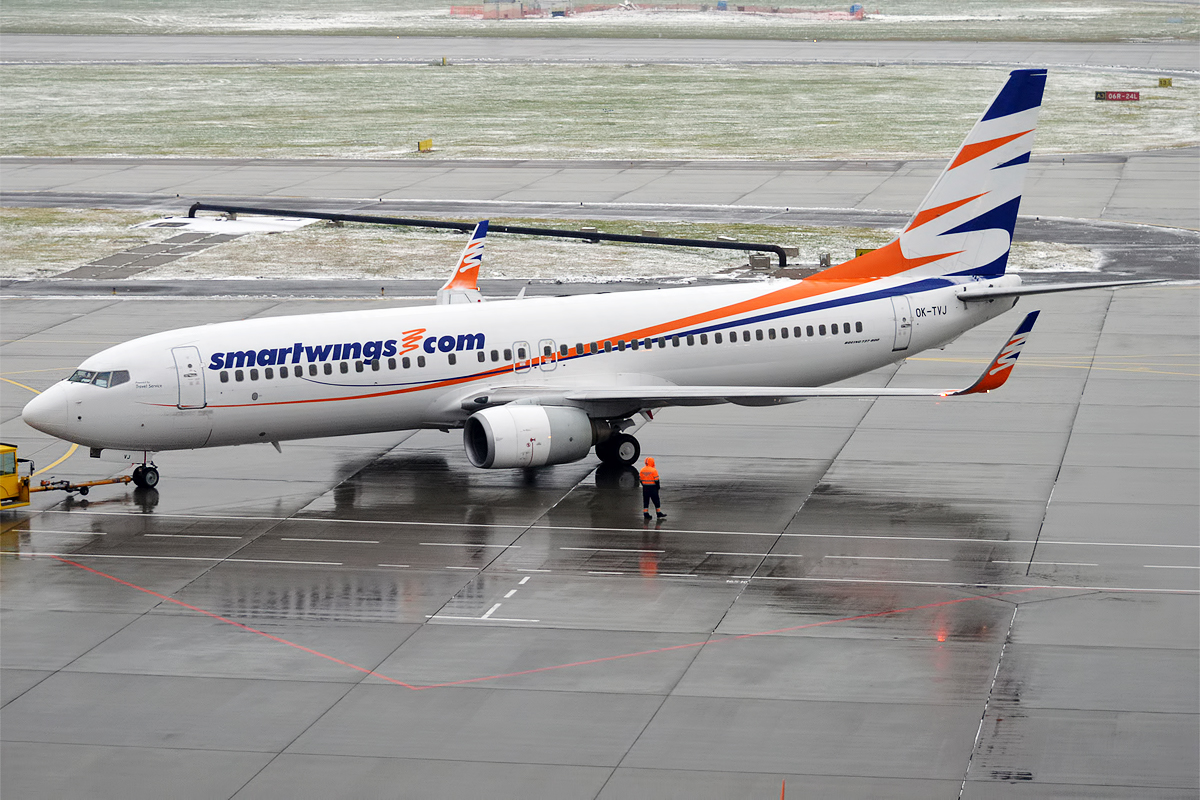
Un Boeing 737-8Q8

Smartwings propose des tarifs particulièrement bas, à partir de 8 € (hors taxes) pour un Paris-Prague, si le passager réserve avec anticipation. De plus, contrairement à d'autres compagnie aérienne à bas prix, Smartwings ne facture pas les bagages, dans la limite de 15 kg pour une valise en soute et de 5 kg pour un bagage à bord.
Pour éviter des frais de dossiers trop élevés il est préférable de réserver auprès d'agences de voyage ou de tours-opérateurs (Lastminute.com, Go Voyages, Expedia…) pour les vols au départ de Paris et de Nice. 
En octobre 2017, Travel Service rachète CSA Czech Airlines, la compagnie nationale tchèque, dont elle détenait 34% en 2014. Elle a racheté les parts à Prisko et Korean Air.
En décembre 2018, Travel Service prend le nom de sa filiale Smartwings. L'image de marque Smartwings passe ainsi d'une compagnie aérienne à une société holding. Ses filiales Travel Service Hungary, Travel Service Poland, Travel Service Slovakia sont renommées respectivement Smartwings Hungary, Smartwings Poland, Smartwings Slovakia. Elle fait partie du nouveau Smartwings Group, qui détient alors ses filiales et CSA Czech Airlines.

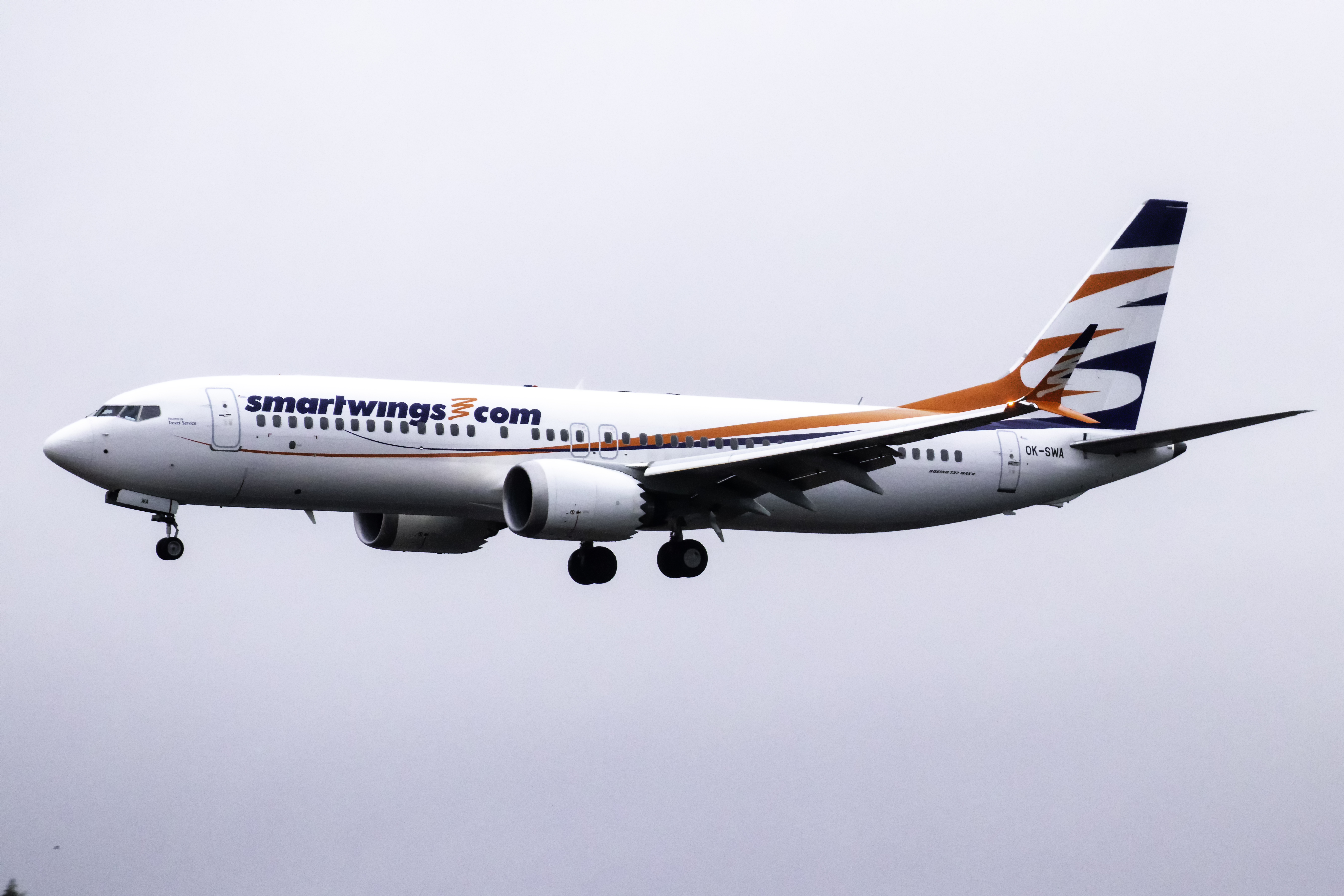
Boeing 737 MAX

En 2018, Smartwings réceptionne son premier Boeing 737 MAX-8.

## Flotte
La flotte Smartwings est la suivante en janvier 2021 :

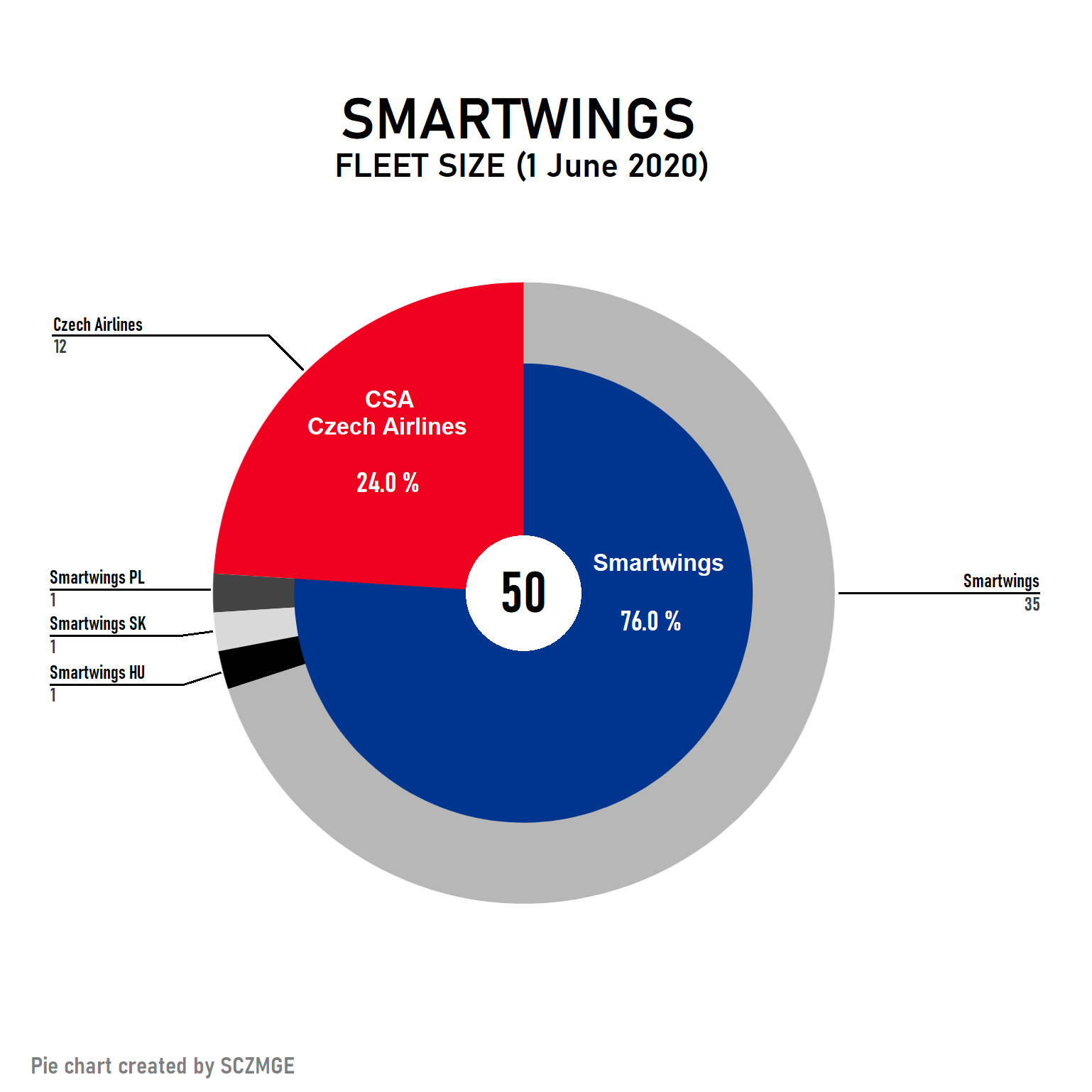
Répartition des avions au sein des compagnies du Smartwings Group au 1 juin 2020

## Filiales
- Smartwings Hungary,
- Smartwings Poland,
- Smartwings Slovakia

Le Smartwings Group détient également la compagnie CSA Czech Airlines.

## Destinations
| Pays                | Destinations |
| ------------------- | --- |
| Albanie             | Tirana |
| Allemagne           | Düsseldorf, Francfort, Hambourg-H.-Schmidt |
| Belgique            | Bruxelles-National |
| Bulgarie            | Bourgas, Varna |
| Cap-Vert            | Rabil |
| Chypre              | Larnaca |
| Croatie             | Dubrovnik, Split, Zagreb-Pleso |
| Danemark            | Copenhague-Kastrup |
| Égypte              | Hurghada, Marsa Alam |
| Émirats arabes unis | Dubaï |
| Espagne             | Almeria, Barcelone-El Prat, Bilbao, Fuerteventura, Lanzarote-Arrecife, Las Palmas/Gran Canaria, Madrid-Barajas, Malaga-Costa del Sol, Minorque-Mahón, Région de Murcie, Palma de Majorque, Ténériffe-Sud Reine Sofia, Valence       |
| Finlande            | Helsinki-Vantaa |
| France              | Lille Lesquin, Lyon-Saint-Exupéry, Nantes-Atlantique, Nice-Côte d'Azur, Paris-Charles de Gaulle, Strasbourg |
| Grèce               | Céphalonie, La Canée I.-Daskaloyánnis, Corfou-I. Kapodístrias, Héraklion-N. Kazantzákis, Karpathos, Kos, Mytilène-O. Elýtis, Prévéza-Aktion, Rhodes-Diagoras, Sámos-Aristarque, Santorin, Thessalonique-Makedonía, Zante D.-Solomós |
| Hongrie             | Budapest-Ferenc Liszt |
| Islande             | Reykjavik-Keflavík |
| Israël              | Tel Aviv - Ben Gourion |
| Italie              | Bologne-Borgo Panigale, Cagliari, Catane-Fontanarossa, Lamezia Terme, Milan-Malpensa, Naples-Capodichino, Olbia-Costa Smeralda, Rome Léonard-de-Vinci/Fiumicino, Venise - Marco Polo                                                |
| Malte               | Malte |
| Pays-Bas            | Amsterdam |
| Pologne             | Katowice-Pyrzowice, Varsovie-Chopin |
| Portugal            | Faro, Madère-C. Ronaldo, Lisbonne-H. Delgado, Porto-F. Sá-Carneiro |
| République tchèque  | Brno-Tuřany, Ostrava-L. Janáček, Pardubice, Prague-Václav-Havel |
| Roumanie            | Bucarest-H. Coandă |
| Royaume-Uni         | Birmingham, Londres-Gatwick |
| Russie              | Kazan, Moscou Chérémétiévo, Rostov-sur-le-Don/Platov, Saint-Pétersbourg-Poulkovo, Samara-Kouroumotch |
| Slovaquie           | Bratislava-M. R. Štefánik, Košice (Cassovie)-Barca |
| Suède               | Göteborg, Stockholm-Arlanda |
| Turquie             | Antalya |
| Ukraine             | Kiev-Boryspil, Odessa |

Mise à jour au 9 mars 2019